# 1994 WL3
1994 WL3 är en asteroid i huvudbältet som upptäcktes den 28 november 1994 av de båda japanska astronomerna Seiji Ueda och Hiroshi Kaneda i Kushiro.